# L
 Ovo je glavno značenje pojma L. Za registracijsku oznaku Luksemburga pogledajte L (registracijska oznaka).
L je 16. slovo hrvatske abecede. Označava alveolarni lateralni aproksimant. Također je:
- oznaka za rimski broj 50
- u biologiji oznaka za ime Carla von Linnéa (L.)
- u fizici oznaka za induktivitet (L)
- u SI sustavu oznaka za litru, posebno dopuštena jedinica za volumen (jednaka dm3);
- međunarodna automobilska oznaka za Luksemburg

## Povijest
Razvoj slova „L” moguće je pratiti tijekom povijesti:
| Proto-semitsko L | Feničko lamed | Grčko lambda | Etruščansko L | Rimsko L |
| Proto-semitsko L | Feničko lamed | Grčko lambda | Etruščansko L | Rimsko L |